# QE2
QE2 — шестой студийный альбом британского мультиинструменталиста Майка Олдфилда, вышедший в 1980 году.

## Об альбоме
Диск содержит две длинные инструментальные композиции: десятиминутную «Taurus I» и семиминутную «QE2».
Также он содержит две кавер-версии на композиции других исполнителей: «Arrival» группы ABBA и «Wonderful Land» группы The Shadows.
Это первый альбом, на котором можно услышать певицу Мэгги Рейли, с которой Олдфилд будет работать и позднее.

### Список композиций
Сторона 1
1. «Taurus I» (Майк Олдфилд) — 10:16
2. «Sheba» (Олдфилд) — 3:33
3. «Conflict» (Олдфилд) — 2:53
4. «Arrival» (Бенни Андерссон, Бьорн Ульвеус) — 2:48

Сторона 2
1. «Wonderful Land» (Джерри Лордан) — 3:38
2. «Mirage» (Олдфилд) — 4:41
3. «QE2» (Олдфилд, Дэвид Хенчель) — 7:38
4. «Celt» (Олдфилд, Тим Кросс) — 3:06
5. «Molly» (Олдфилд) — 1:15

## Участники записи
- Майк Олдфилд — акустическая гитара, африканские барабаны, банджо, бас-гитара, арфа, драм-машина, электрическая гитара, мандолина, маримба, перкуссия, пианино, испанская гитара, синтезаторы, литавры, вибрафон, вокодер и вокал
- Хор
- Гай баркер — труба
- Фил Коллинз — ударные
- Тим Кросс — пианино, синтезаторы
- Рауль Д'Оливьера — труба
- Майк Фрай — Африканский барабан, вокодер, ударные, литавры, хай-хэт
- Дэвид Хентшель — синтезатор, ударные, вокал, горн
- Пол Ньюман — тромбон
- Моррис Перт — ударные
- Мэгги Рейли — вокал
- Дик Стадт — струнные
- Филипп Тодд — саксофон
- Струнные и хор аранжированы Дэвидом Бедфордом
- Саймон Джонстон — Ассистент инженера
- Питер Гринслейд — Ассистент инженера
- Ричард Барри — Консультант по технике